# Chartered Institute of Marketing
Le Chartered Institute of Marketing est une association professionnelle britannique de professionnels du marketing de langue anglaise.
Fondée en 1911, elle est aujourd’hui, avec plus de 35 000 membres et étudiants, la plus importante association mondiale de ce genre.
Elle est basée à Cookham dans le Berkshire à 50 km à l’ouest de Londres.
Elle assure des formations certifiantes.
Elle a adopté en 2009 un marketing mix à sept variables.